# Flotación (proceso)
La flotación es un proceso físico-químico de separación de minerales o compuestos finamente molidos, basados en las propiedades superficiales de los minerales (mojabilidad), que hace que un mineral o varios se queden en una fase o pasen a otra. Las propiedades superficiales pueden ser modificadas a voluntad con ayuda de reactivos.
El proceso de flotación se basa en las propiedades hidrofílicas e hidrofóbicas de los minerales.
Se trata fundamentalmente de un fenómeno de comportamiento de sólidos frente al agua 
Los principios básicos en que se fundamenta el proceso de la flotación son los siguientes:
- La hidrofobicidad del mineral que permite la adherencia de las partículas sólidas a las burbujas de aire.
- La formación de una espuma estable sobre la superficie del agua que permite mantener las partículas sobre la superficie.

Para establecer estos principios se requiere la adición de reactivos químicos al sistema. Estos reactivos de flotación son los colectores, depresores, activadores y modificadores, cuyas acciones principales son inducir e inhibir hidrofobicidad de las partículas y darle estabilidad a la espuma formada.
Las partículas minerales hidrofóbicas tienen la capacidad de adherirse a la burbuja, en tanto que las hidrofílicas, como la ganga, no se adhieren. La superficie hidrofóbica presenta afinidad por la fase gaseosa y repele la fase líquida, mientras que la superficie hidrofílica tiene afinidad por la fase líquida. 

## Usos industriales

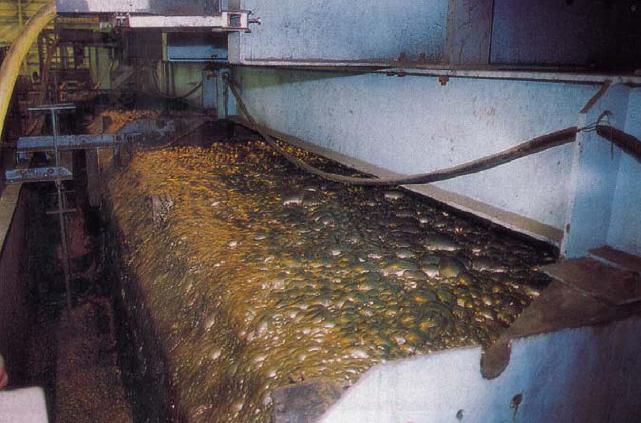
Flotación industrial de minerales sulfurados de cobre.

La flotación es un proceso muy utilizado en la recuperación de los minerales sulfurados de cobre debido a la hidrofobicidad natural que tienen. También se usa para la limpieza de aguas usadas con contenidos de grasas o aceites para su reutilización. Existen equipos que realizan este proceso como las celdas de flotación y las columnas de flotación; estas últimas han ido reemplazando a las celdas por sus menores costos operacionales.
La primera flotación de Europa fue desarrollada por el ingeniero cántabro don Leopoldo Bárcena Díaz de la Guerra en la localidad cántabra de Torrelavega.
- Datos: Q85869760